# Drúedain
(John Ronald Reuel Tolkien, Il Signore degli Anelli)
I Drúedain sono una popolazione di Arda, l'universo immaginario fantasy creato dallo scrittore inglese J.R.R. Tolkien. Benché origine e provenienza della stirpe rimangano misteriose, sono annoverati fra gli Uomini e gli Elfi della Prima Era li consideravano parte degli Edain. Appaiono per la prima volta ne Il ritorno del re ma vengono descritti in modo più approfondito nei Racconti incompiuti.

## Etimologia
I Drúedain chiamano sé stessi drûg (o drughu) e con questo termine erano noti presso gli Haladin della Prima Era. Quando si insediarono nel Beleriand, gli Elfi adattarono tale forma in drú (plurali drúin, drúath) e aggiunsero il suffisso –adan per “uomo”, ottenendo l'usuale forma Sindarin Drúadan (plurale Drúedain), che in Quenya diventa Rúatan (plurale Rúatani).
Gli Orchi, acerrimi nemici dei Drúedain, li chiamano nella loro lingua Oghor-hai.
I Rohirrim della Terza Era li chiamano Woses, traducibile come “Uomini Selvaggi” in Ovestron, senza tuttavia sospettare la loro parentela con quelli che definiscono “Uomini Púkel”, ovvero le misteriose creature raffigurate nelle sculture in pietra di Dunclivo.

## Descrizione
Abitatori delle foreste, i Drúedain appaiono fisicamente assai differenti rispetto alle altre stirpi umane di Arda: di bassa statura (paragonabili ai Nani) e di minore longevità rispetto agli altri Uomini, sono goffi e massicci, con nasi piatti e occhi incavati sotto sopracciglia prominenti. Sono privi di peli sulle gambe e sui piedi, hanno pochi capelli e sono tendenzialmente imberbi, tranne pochi individui che sfoggiano orgogliosamente radi ciuffi di peluria nera sul mento. I loro occhi sono talmente scuri da apparire inespressivi, a meno che non si incolleriscano; in questo caso le pupille si accendono di una luce rossa. Odorato e vista sono acutissimi e sono capaci di rimanere in un'immobilità pressoché assoluta per lunghissimo tempo. Essi parlano una propria lingua misteriosa, che non ha alcun rapporto di parentela con l'Ovestron. Hanno voci gutturali, ma la loro risata è calda e contagiosa.
I Drúedain sono profondi conoscitori di tutto ciò che cresce in natura, sebbene abbiano sviluppato le loro capacità indipendentemente dal sapere degli Elfi. Grandi intagliatori del legno e della pietra, utilizzano questi materiali per realizzare sculture definite “pietre guardiane” le quali, poste in prossimità dei percorsi o dei confini territoriali, sono particolarmente temute dagli orchi che le considerano dotate di poteri magici.
Ne Il ritorno del re comunicano fra di loro nei boschi utilizzando dei tamburi e combattono utilizzando delle frecce avvelenate.

## Storia
Parte del popolo dei Drúedain emigrò con gli Haladin nella parte occidentale della Terra di Mezzo nel corso della Prima Era e si stanziò nella Foresta di Brethil, instaurando un rapporto di amicizia e convivenza con la gente di Haleth. Tuttavia l'asprezza delle guerre del Beleriand decimò la popolazione e alla fine dei Tempi Remoti essi erano probabilmente ridotti a poche famiglie, in gran parte rifugiate presso le Bocche del Sirion.
In seguito alla caduta di Morgoth fu loro concesso di fare vela verso Númenor con i resti degli Edain, tuttavia non rimaneva più alcun drúadan sull'isola ai tempi dell'Akallabêth. In alcuni testi conservati a Gondor si afferma che, preveggenti rispetto alla decadenza e al tracollo del potente regno dei Dúnedain, essi avrebbero fatto ritorno nella Terra di Mezzo prima della Caduta, vincendo la loro diffidenza per il mare.
Gran parte del popolo dei Drúedain non era però mai emigrata nel Beleriand e aveva continuato a risiedere nelle vallate dei Monti Bianchi. Quando i númenóreani cominciarono a occupare le coste occidentali della Terra di Mezzo, nel corso della Seconda Era, essi erano già stati costretti ad abbandonare le loro terre per la pressione di popolazioni provenienti dall'est e si erano rifugiati nella regione presso il promontorio di Andrast (che da loro prende il nome di Drúwaith Iaur, "antica terra dei Púkel" in Sindarin) e nell'Anórien. Qui conducevano esistenze schive e appartate, disprezzati e talvolta perseguitati dagli altri Uomini per la loro apparenza selvatica e disumana.
Sebbene alla fine della Terza Era gli unici “Uomini Púkel” conosciuti a Gondor e a Rohan fossero quelli residenti nella Foresta Drúadana dell'Anórien, sembra che parte della popolazione continuasse a vivere in segreto ad Andrast e che avesse assalito le forze di Saruman in seguito alle battaglie dei Guadi dell’Isen.
Quando, nel corso della Guerra dell’Anello, l'esercito dei Rohirrim si trovò a dover attraversare l'Anórien per accorrere in difesa di Gondor, avvenne un incontro fra Re Théoden di Rohan e Ghân-buri-Ghân, capo dei Drúedain della Foresta Drúadana. Questi, spaventato dall'arrivo degli Orchi (che chiamava gorgûn) e timoroso del ritorno degli Anni Oscuri, propose al Re di guidarlo attraverso un antico percorso númenóreano perduto nei boschi, in modo da superare l'esercito nemico accampato sulla strada per Minas Tirith. I Rohirrim accettarono l'aiuto offerto dai Drúedain e in questo modo raggiunsero i campi del Pelennor in tempo per partecipare alla battaglia contro Mordor.
In seguito alla sconfitta definitiva di Sauron, Re Elessar, a ricompensa per l'aiuto offerto, proclamò la Foresta Drúadana proprietà di Ghân-buri-Ghân e del suo popolo, vietando a ogni mortale di mettervi piede senza il permesso dei Drúedain.